# Ялов Захар Петрович
Захар Петрович Ялов (1870, с. Кам'яні Потоки — 1923, там само) — український борець, чемпіон світу з вільної боротьби.

## Життєпис

### Ранні роки
Народився 1870 року у селі Кам'яні Потоки. Рід Ялових був великий, але у сім'ї Петра Ялова було два сина: Захар і Микита.
У 1881 році Захар закінчив 3 класи Кам'янопотоківської школи. Він захоплюється силою і міццю батькового дядька. А той в свою чергу брав малого на різні змагання, що проходили по великих святах у селі.
У 1890 році Захара забрали до війська. І саме у війську виявилася його здібність силача. Юнак загартовував волю, тренувався. Повернувшись додому, не знаходить собі заняття. Та найбільшою втіхою для односельців були сільські розваги, де Захар разом зі своїми друзями Черненком та Сандулом показували силу: розгинали підкови, розбивали камінь, боролися з биками, піднімали вантажі. У селі Захар знайшов свою долю — одружився з вродливою дівчиною із роду Козловських — Килиною. Ця жінка прожила до 105 років. У родини дітей не було, тому Захар опікувався дітьми брата.

### Спортивна кар'єра
У Кременчуці він познайомився з А. Чернишовим, який багато років віддав цирковій справі. Разом, за підтримки Кременчуцької профорганізації, вони стали активними пропагандистами фізичної культури на Полтавщині.
У своїй місцевості Захар не знаходив собі рівних. Тож вирушив мандрувати. Доля звела його з Піддубним Іваном Максимовичем — шестиразовим чемпіоном світу з вільної боротьби, що запропонував Захару розпочати професійну спортивну кар'єру.

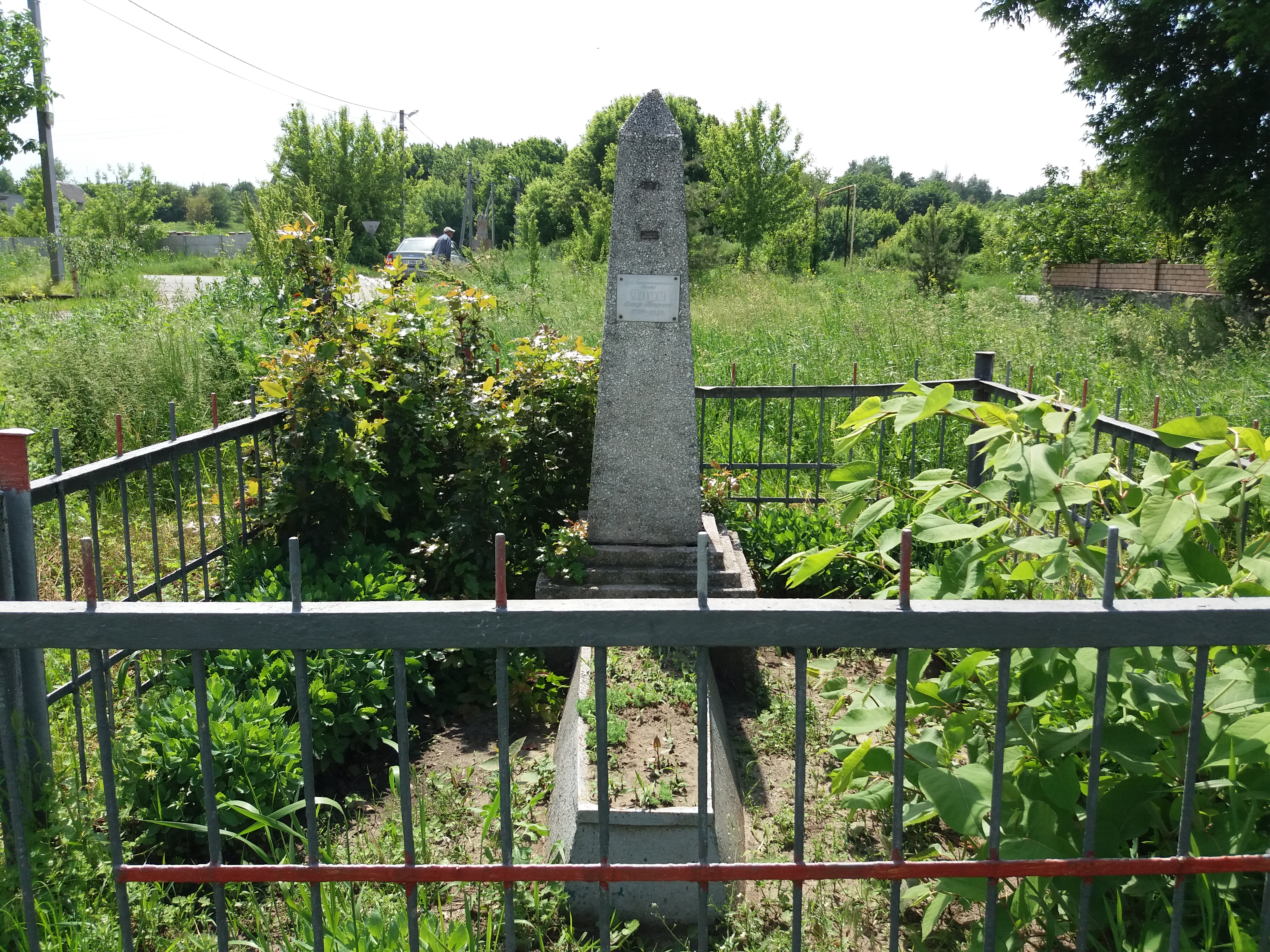
Могила Захара Ялова

Спочатку виступав як атлет-гирьовик, а вже потім як спортсмен з класичної боротьби.
У 1922 році Ялов Захар став чемпіоном чемпіонаті світу з вільної боротьби, що проходив у Франції. Виступав, демонструючи свою могутню силу, і в інших країнах світу.
Для Захара перемога за перемогою стали звичайною справою. Його життєвий принцип став таким: «Всесвітній — непереможний. Міцніший за сталь, твердіший за камінь».
У 1922 року повернувся в Радянський Союз. Виступав на спортивних шоу, концертах, але у спортивних змаганнях міжнародного значення участі не брав.

### Смерть
Помер Захар Петрович у 1923 році. Похований у Кам'яних Потоках біля перехрестя Центральної вулиці (автошлях Н08) та вулиці Миру.

## Вшанування пам'яті
У селі Кам'яні Потоки вулицю Горького перейменували на вулицю Захара Ялова.